# Volksempfänger

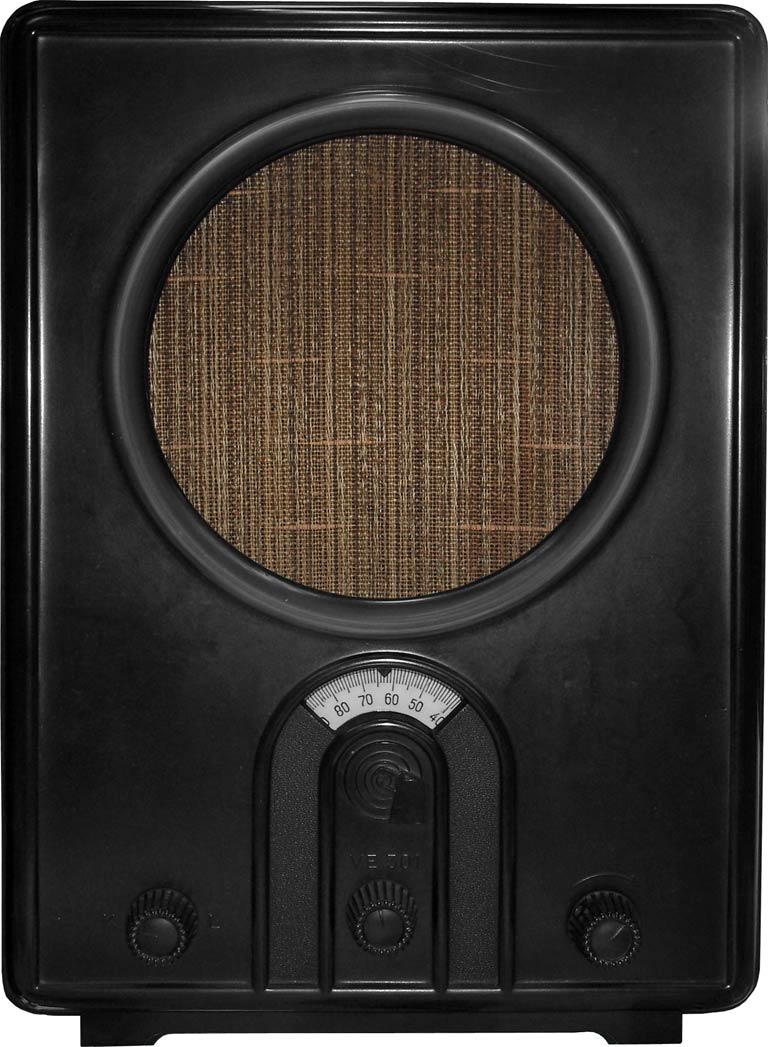
Volksempfänger

Els Volksempfänger (en alemany, 'receptor del poble') és un model d'aparell de ràdio desenvolupat per Otto Griessing a petició de Joseph Goebbels.
L'objectiu del programa Volksempfänger era posar aquesta tecnologia a l'abast de la majoria de la població. Joseph Goebbels era conscient del gran potencial propagandístic d'aquest mitjà de comunicació, aleshores relativament nou i, per tant, donava una gran importància al fet que tothom se'n pogués permetre un.

## Història
El primer model, el Volksempfänger VE-301, es va presentar el 18 d'agost del 1933 a la Internationale Funkausstellung Berlin, l'exposició internacional de ràdio de Berlín. El Volksempfänger VE-301 de seguida es va poder comprar a un preu molt assequible de 76 Reichsmarks. Més endavant en va aparèixer un model més barat, el DKE38 (conegut popularment com a Goebbels-Schnauze, 'els morros de Goebbels'), que valia 35 Reichsmarks, i diverses marques basades en el Volksempfänger, com el Gemeinschaftsempfänger, el KdF (Kraft durch Freude) o el DKE (Deutscher Kleinempfänger), entre d'altres.
Tots els aparells del model Volksempfänger estaven dissenyats expressament per rebre només emissores locals; així es garantia que la gent podia sentir la propaganda nazi però no podia accedir a altres emissores, com el World Service de la BBC. És per això que la majoria d'aparells no tenien bandes d'ona curta i no seguien la pràctica, habitual en altres models de l'època, de marcar al dial les posicions aproximades de les principals emissores europees. Normalment, el dial només duia indicades emissores alemanyes (i austríaques, després de l'Anschluss), i fins i tot els models més barats amb prou feines tenien dial (en la imatge de més amunt, els números del dial estan marcats de manera arbitrària, i no indiquen ni la longitud d'ona ni els quilohertzs). La receptivitat dels aparells era inferior a la d'una ràdio normal, tot i que a la pràctica, malgrat algunes dificultats, sí que podien rebre emissores estrangeres (inclosa la BBC), particularment durant la guerra, quan aquestes emissores van incrementar la potència de les seves transmissions.
A l'Alemanya nazi, escoltar emissores estrangeres era un delicte criminal, i en alguns territoris ocupats, com ara Polònia, el simple fet que una persona no alemanya escoltés la ràdio ja era un delicte. A mesura que avançava la guerra, aquesta prohibició es va estendre a la majoria de territoris ocupats, i per garantir que es respectava la norma es duien a terme campanyes de confiscació massiva d'aparells de ràdio (per exemple, als Països Baixos es van requisar el 80 per cent dels aparells.) Les penes anaven des de la confiscació de la ràdio i l'empresonament fins a, cap al final de la guerra, la pena de mort. Tot i així, en molts països ocupats (i fins i tot a la mateixa Alemanya, a mesura que s'acostava el final del conflicte) era relativament habitual escoltar la ràdio de manera clandestina. Els nazis intentaven provocar interferències en algunes emissores enemigues perquè no es poguessin escoltar, amb un èxit relatiu.

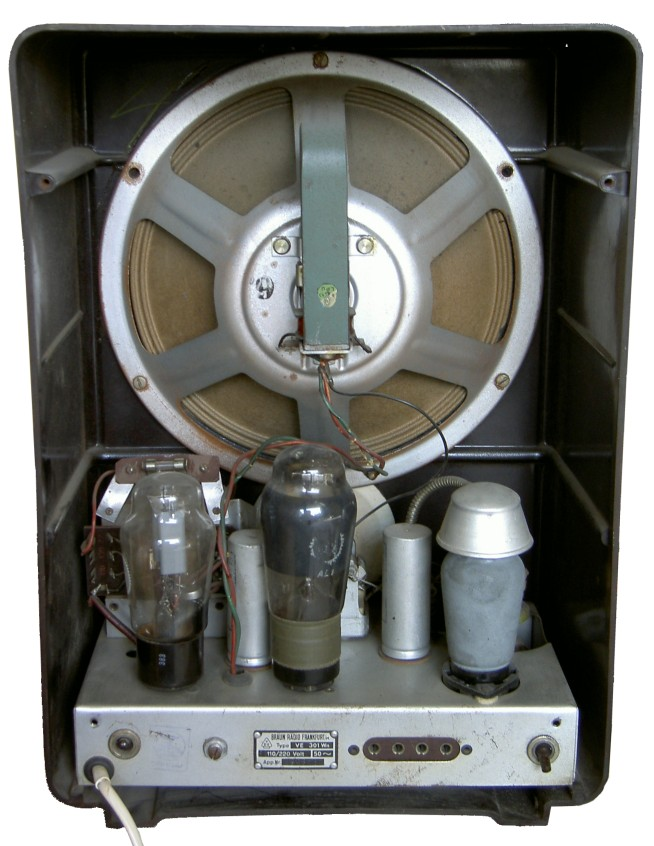
Interior d'un aparell del model Volksempfänger.

## Efectes
S'ha parlat molt sobre l'eficiència dels aparells Volksempfänger com a eina de propaganda. Potser el comentari més conegut és el que va fer Albert Speer, arquitecte de Hitler i ministre d'Armament i Producció de Guerra, que en el seu discurs final als judicis de Nuremberg va dir:
| « | La dictadura de Hitler es diferencia de totes les dictadures anteriors en un punt fonamental: va ser la primera […] que va aprofitar al màxim tots els mitjans tècnics per dominar el seu propi país. Amb l'ús de dispositius com la ràdio i els altaveus, vuitanta milions de persones es van veure privades de tenir un pensament independent. Per això va ser possible subjectar-les a la voluntat d'un sol home. | » |

## La Utility Radio
L'equivalent britànic del Volksempfänger va ser la Utility Radio, produïda per un consorci d'empreses a partir d'un disseny del govern; en la fabricació dels aparells s'utilitzaven components estàndard per fer-ne més fàcil la reparació. L'objectiu de la Utility Radio no era evitar que s'escoltessin emissores forasteres, tot i que el govern del Regne Unit desaconsellava fer-ho, sinó estalviar en l'ús de materials escassos i simplificar les reparacions.